# Catedral de San Francisco Javier (Green Bay)
La Catedral de San Francisco Javier  (en inglés: St. Francis Xavier Cathedral) Es el nombre que recibe un edificio religioso que sirve como la iglesia catedral católica de la diócesis de Green Bay en la ciudad de Green Bay, Wisconsin, al norte de Estados Unidos. La catedral fue nombrada así en honor de San Francisco Javier.
La catedral fue planeada y erigida entre 1876 y 1881 bajo el episcopado de Francis Xavier Krautbauer. Fue diseñado siguiendo el modelo de la Ludwigskirche, una iglesia histórica en el centro de Múnich, Alemania. Krautbauer ordenó una crucifixión monumental pintada por Johann Schmitt, un pintor alemán del movimiento nazareno. 

## Véase también

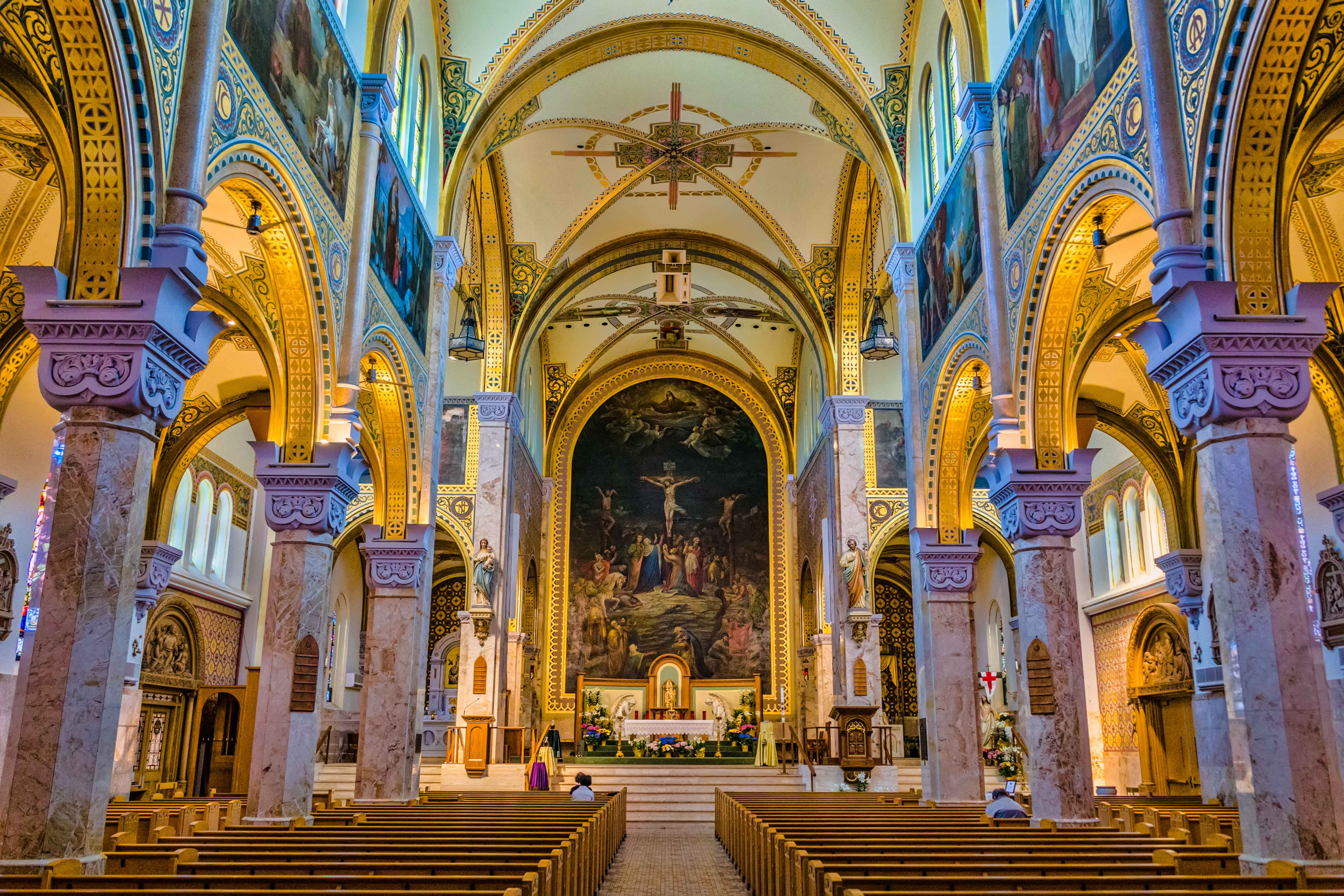
Vista interna